# Psora icterica
Psora icterica är en lavart som först beskrevs av Jean François Montagne, och fick sitt nu gällande namn av Johannes Müller Argoviensis. Psora icterica ingår i släktet Psora och familjen Psoraceae.   Inga underarter finns listade i Catalogue of Life.